# Lubiecz
Lubiecz – wieś w Polsce położona w województwie wielkopolskim, w powiecie konińskim, w gminie Golina.
Podczas II wojny światowej Niemcy rozebrali we wsi zabytkową kapliczkę. Na dodatek wywieźli na roboty przymusowe do Niemiec 33 mieszkańców Lubiecza. Z kolei okupanci osiedlili we wsi 26 Niemców.
W 1945 roku we wsi znajdowały się 34 gospodarstwa. 
W latach 1975–1998 miejscowość administracyjnie należała do województwa konińskiego.